# Zebrzydowa-Wieś
Zebrzydowa-Wieś est une localité polonaise de la gmina de Nowogrodziec, située dans le powiat de Bolesławiec en voïvodie de Basse-Silésie.